# Joaquim Font i Cussó
Joaquim Font i Cussó (Badalona, 1909 - Santa Coloma de Gramenet, 13 de juny 1988) fou un historiador, arqueòleg i erudit local badaloní, dedicat a l'estudi de la història de Badalona exclusivament. Fou descobridor de moltes de les restes romanes de Baetulo, entre elles la Venus de Badalona.

## Biografia

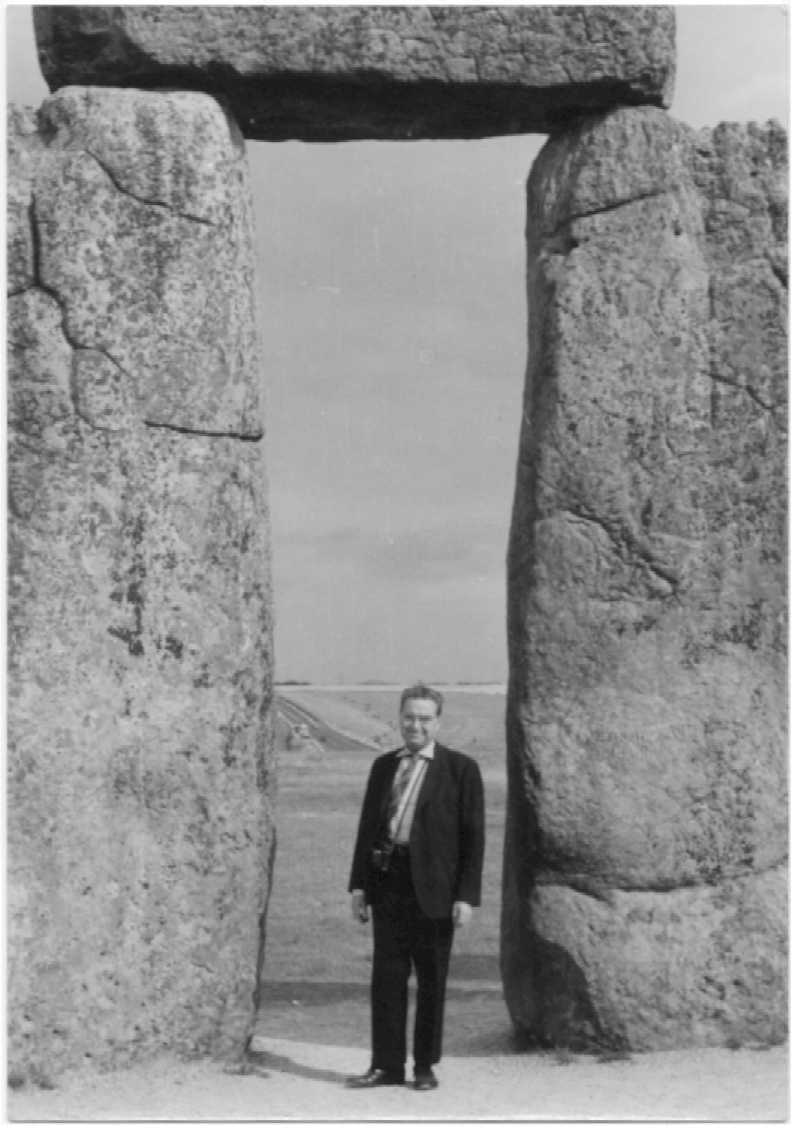
Joaquim Font i Cussó en una visita al monument megalític de Stonehenge.

Formà part de l'Agrupació Excursionista de Badalona, institució que buscava la salvaguarda del patrimoni de la ciutat, i de la qual es convertí en cap de la secció d'arqueologia i història, estudiosos que investigaren diferents àmbits de la història de Badalona. Les excavacions de Font i Cussó en el subsòl de Dalt de la Vila, concretament en el Clos de la Torre, entre 1934 i 1936 posaren al descobert nombroses restes. A la mateixa època es convertí en impulsor i en l'ànima del primer museu de la ciutat en la seu de l'Agrupació (espoliat el 1940 com a represàlia política), que buscava donar a conèixer les troballes romanes de la ciutat.
Font i Cussó va desenvolupar una lluita amb les institucions perquè les restes arqueològiques retornessin a Badalona des del Museu Arqueològic de Barcelona, fet que es produí el 1981 amb el retorn de la Venus de Badalona. També dugué a terme els tràmits per altres restes com la Tabula hospitalis, l'estela ibèrica de Can Peixau o les pollegueres de la muralla de Baetulo, trobades en el mateix indret que la Venus; i així aconseguir que Badalona tingués un museu en condicions.

### Reconeixements
L'Ajuntament de Badalona li atorgà la medalla d'or de la ciutat i el nomenà fill predilecte de la localitat. El consistori també li dedicà una plaça al barri de Dalt de la Vila, justament sobre les restes conservades de la ciutat romana i on hi havia hagut antigament el Clos de la Torre. L'any 2011 fou inclòs en la llista La nissaga catalana del món clàssic, que descriu tot una sèrie de personatges que han dedicat atenció al món clàssic en un sentit ampli, no sols en matèria històrica.

### Llegat
L'Arxiu Històric de la Ciutat de Badalona del museu compta amb el seu fons de documentació personal i professional.